# Dendrobium attenuatum
Dendrobium anosmum es una especie de orquídea de hábito epífita; originario de Borneo.

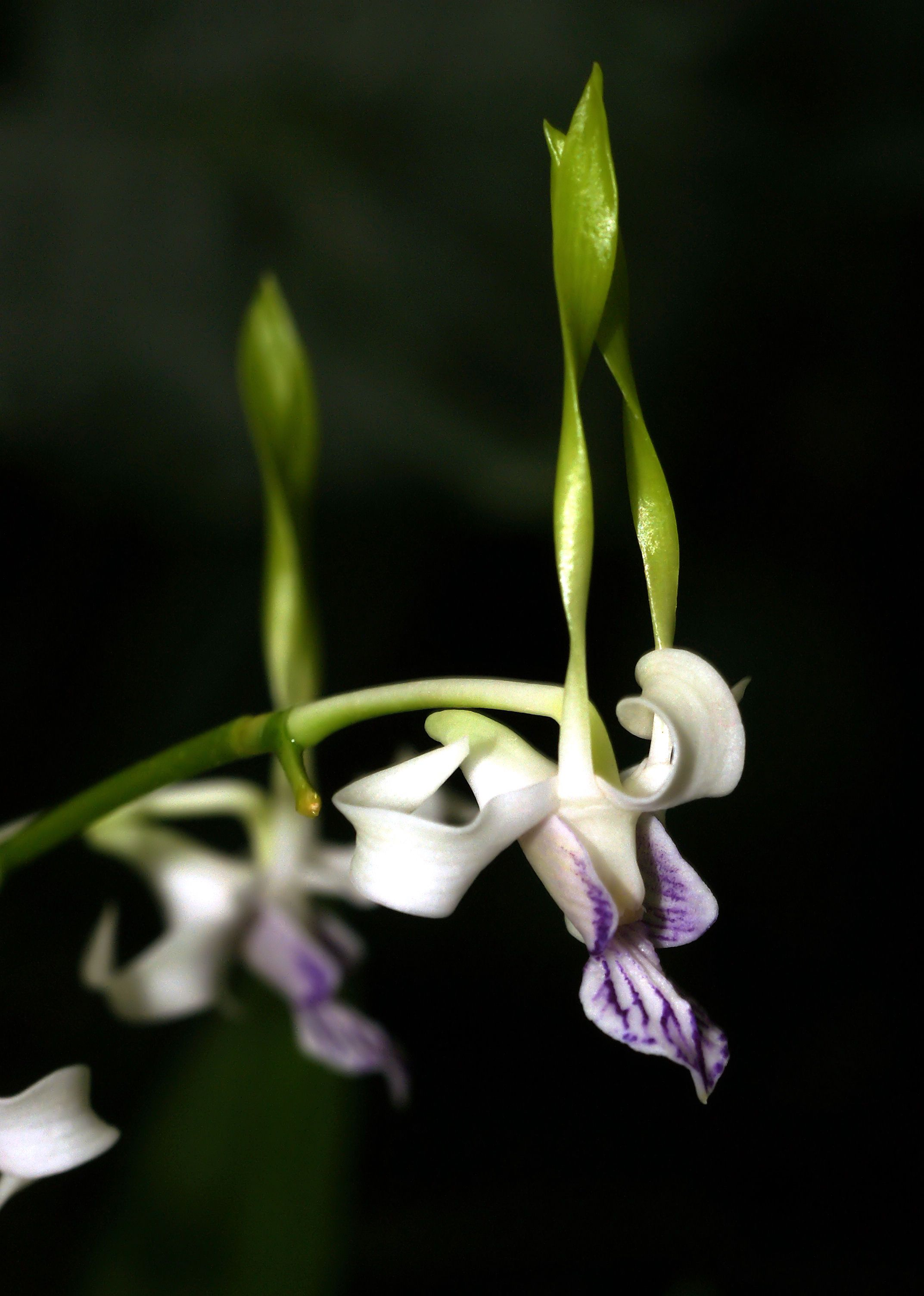
Vista de la planta

## Taxonomía
Dendrobium attenuatum  fue descrita por  John Lindley  y publicado en Journal of the Linnean Society, Botany 3: 17. 1859.
Etimología
Dendrobium: nombre genérico que procede de la palabra griega (δένδρον) dendron = "tronco, árbol" y (βιος) Bios = "Vida", en resumen significa "viven sobre los troncos de los árboles" (por su naturaleza epifita).
attenuatum: epíteto latíno que significa "débil".
Sinonimia
- Callista attenuata (Lindl.) Kuntze	[1][4]